# Луганска Народна Република (конститутивни субјект Русије)
Луганска Народна Република (рус. Луганская Народная Республика, скраћено Луганска НР и ЛНР) је конститутивни субјект Руске Федерације са статусом републике на простору Донбаса. Део је Јужног федералног округа. Главни град републике је Луганск.
До априла 2014. године, територија ЛНР била је под контролом Украјине, а од тада је била делимично призната независна држава све до 2022. године када се припојила Руској Федерацији након референдума током инвазије Русије на Украјине. Тренутни дејуре статус ове регије споран. Према руском гледишту, на простору Донбаса постоје Доњецка и Луганска Народна Република, а према украјинском гледишту, територија Донбаса је политички подељена на Доњецку и Луганску област.
Глава ЛНР од 2018. године је Леонид Пасечник.